# Sankt Wolfgang (Bad Griesbach im Rottal)
Sankt Wolfgang ist ein Ortsteil der Stadt Bad Griesbach im Rottal im niederbayerischen Landkreis Passau.

## Lage
Das Kirchdorf Sankt Wolfgang liegt im Rottal etwa drei Kilometer nordwestlich von Bad Griesbach.

## Geschichte
Der Legende nach soll sich der heilige Bischof Wolfgang von Regensburg auf seiner Wanderung ins Salzkammergut im Jahr 976 in dieser Gegend verirrt haben. Ein geworfenes Beil zeigte ihm den Weg aus dem Wald. An der Stelle, an der das Beil aufschlug, entstand die Wallfahrtskirche St. Wolfgang.
Der Wallfahrtsweiler mit Kirche, Bauern-, Mesner- und Wirtshaus  gehörte 1752 zum Amt Weng des Landgerichts Griesbach und zur Obmannschaft Weng. Bei der Gemeindebildung im 19. Jahrhundert kam Sankt Wolfgang zur Gemeinde Weng, mit der es 1972 im Zuge der Gebietsreform in Bayern zur Griesbach gelangte.

## Wallfahrtskirche St. Wolfgang
Die 1411 geweihte Kirche wurde gegen Ende des 15. Jahrhunderts vergrößert und im 18. Jahrhundert barockisiert. Sie gehört zur Pfarrei St. Johannes der Täufer (Weng). Am Chorscheitel befindet sich die Gnadenkapelle mit einem heilkräftigen Brunnen. Im Chor ist ein Wandgemälde mit den 14 Nothelfern aus der Zeit um 1420 zu sehen. Der Rokokohochaltar beherbergt ein Bild des hl. Wolfgang um 1900 und die barocken Seitenfiguren St. Sigismund und St. Quirinus von Siscia. In dieser Kirche wurde Johann Birndorfer, bekannt als Kapuzinerbruder Konrad von Parzham, am 22. Dezember 1818 getauft. Er wird seit 1934 als Heiliger verehrt.